# Liga LEB Oro 2017-2018
La Liga LEB Oro 2017-2018 è stata la 62ª edizione della seconda divisione spagnola di pallacanestro maschile. L'11ª edizione con il nome LEB Oro.

## Squadre partecipanti
| Squadra                            | Città                 | Regione             |
| ---------------------------------- | --------------------- | ------------------- |
| Club Melilla Baloncesto            | Melilla               | Melilla             |
| Cafés Candelas Breogán             | Lugo                  | Galizia             |
| ICL Manresa                        | Manresa               | Catalogna           |
| Chocolates Trapa Palencia          | Palencia              | Castiglia e León    |
| Levitec Huesca                     | Huesca                | Aragona             |
| Actel Força Lleida                 | Lleida                | Catalogna           |
| Club Baloncesto Clavijo            | Logroño               | La Rioja            |
| Río Ourense Termal                 | Ourense               | Galizia             |
| Leyma Básquet Coruña               | La Coruña             | Galizia             |
| Unión Financiera Baloncesto Oviedo | Oviedo                | Asturie             |
| Club Bàsquet Prat                  | El Prat de Llobregat  | Catalogna           |
| Iberostar Europa                   | Palma di Maiorca      | Baleari             |
| Cáceres Patrimonio de la Humanidad | Cáceres               | Estremadura         |
| TAU Castelló                       | Castellón de la Plana | Comunità Valenciana |
| Barcelona Lassa B                  | Sant Joan Despí       | Catalogna           |
| Sáenz Horeca Araberri              | Vitoria               | Paesi Baschi        |
| Sammic Hostelería                  | Azpeitia              | Paesi Baschi        |
| Carramimbre CBC Valladolid         | Valladolid            | Castiglia e León    |

## Classifica finale
| #  | Teams                              | P  | V  | P  | PF   | PS   | Pt | Qualificate   |
| -- | ---------------------------------- | -- | -- | -- | ---- | ---- | -- | ------------- |
| 1  | Cafés Candelas Breogán             | 34 | 28 | 6  | 2958 | 2555 | 62 | Promozione    |
| 2  | Club Bàsquet Prat                  | 34 | 25 | 9  | 2504 | 2298 | 59 | Playoff       |
| 3  | ICL Manresa                        | 34 | 24 | 10 | 2683 | 2488 | 58 | Playoff       |
| 4  | Unión Financiera Baloncesto Oviedo | 34 | 22 | 12 | 2597 | 2515 | 56 | Playoff       |
| 5  | Club Melilla Baloncesto            | 34 | 21 | 13 | 2534 | 2412 | 55 | Playoff       |
| 6  | TAU Castelló                       | 34 | 19 | 15 | 2629 | 2626 | 53 | Playoff       |
| 7  | Quesos Cerrato Palencia            | 34 | 18 | 16 | 2547 | 2497 | 52 | Playoff       |
| 8  | Leyma Básquet Coruña               | 34 | 16 | 18 | 2591 | 2602 | 50 | Playoff       |
| 9  | Carramimbre CBC Valladolid         | 34 | 15 | 19 | 2628 | 2607 | 49 | Playoff       |
| 10 | Cáceres Patrimonio de la Humanidad | 34 | 15 | 19 | 2575 | 2708 | 49 |               |
| 11 | Sáenz Horeca Araberri              | 34 | 15 | 19 | 2821 | 2869 | 49 |               |
| 12 | Barcelona Lassa B                  | 34 | 13 | 21 | 2575 | 2717 | 47 |               |
| 13 | Iberostar Palma                    | 34 | 13 | 21 | 2495 | 2597 | 47 |               |
| 14 | Río Ourense Termal                 | 34 | 13 | 21 | 2587 | 2606 | 47 |               |
| 15 | Levitec Huesca                     | 34 | 13 | 21 | 2546 | 2779 | 47 |               |
| 16 | Actel Força Lleida                 | 34 | 12 | 22 | 2624 | 2623 | 46 |               |
| 17 | Sammic Hostelería                  | 34 | 12 | 22 | 2422 | 2652 | 46 | Retrocessione |
| 18 | Club Baloncesto Clavijo            | 34 | 12 | 22 | 2523 | 2655 | 46 | Retrocessione |

## Copa Princesa de Asturias
Alla fine del girone di andata, le prime due squadre classificate si sfidano per la Copa Princesa de Asturias in casa della vincitrice del girone di andata. Il vincitore della coppa giocherà gli eventuali play-off con il miglior posizionamento se terminerà la stagione tra la seconda e la quinta posizione. La Coppa è stata disputata il 3 febbraio.

### Squadre qualificate
| # | Squadre                | G  | V  | P | PF   | PS   | Pt |
| - | ---------------------- | -- | -- | - | ---- | ---- | -- |
| 1 | Cafés Candelas Breogán | 17 | 15 | 2 | 1481 | 1258 | 32 |
| 2 | ICL Manresa            | 17 | 13 | 4 | 1339 | 1201 | 30 |

### Partita
| Arbitri: | Ángel de Lucas de Lucas Asier Quintas Álvarez Carlos Merino Campos |

| |            | |
| Úriz 23 | Punti      | 16 Trias                                                                                                |
| Rubio, Stainbrook, Sulejmanović 5                                                                                   | Assist     | 7 Costa                                                                                                 |
| Úriz 4 | Rimbalzi   | 5 Trias                                                                                                 |
| 6 Úriz• 9 Siqueira• 14 Arco• 19 Sulejmanović• 40 Stainbrook 12 Löfberg• 15 Rubio• 22 Díaz• 42 Quintela• 71 Demétrio | Formazioni | 4 Trias• 6 Lundberg• 11 Martín• 28 Costa• 33 Muñoz 2 Hamilton• 5 Jou• 18 Sakho• 32 Allen• 77 Gintvainis |
| Natxo Lezkano | Allenatori | Aleix Duran                                                                                             |

## Playoffs
|  | Quarti di finale | Quarti di finale  | Quarti di finale  | Quarti di finale  | Quarti di finale | Quarti di finale | Quarti di finale |  |  | Semifinali | Semifinali | Semifinali | Semifinali | Semifinali | Semifinali | Semifinali |    |    | Finale  | Finale  | Finale | Finale | Finale | Finale | Finale |  |
|  |                  |                   |                   |                   |                  |                  |                  |  |  |            |            |            |            |            |            |            |    |    |         |         |        |        |        |        |        |  |
|  | 2                | Prat              | Prat              | Prat              | 82               | 57               | 58               |  |  |            |            |            |            |            |            |            |    |    |         |         |        |        |        |        |        |  |
|  | 9                | Ciudad Valladolid | Ciudad Valladolid | Ciudad Valladolid | 54               | 49               | 51               |  |  | Prat       | Prat       | 63         | 63         | 75         | 78         | 63         |    |    |         |         |        |        |        |        |        |  |
|  | 5                | Melilla           | Melilla           | 95                | 83               | 67               | 73               |  |  | Melilla    | Melilla    | 64         | 59         | 79         | 66         | 64         |    |    |         |         |        |        |        |        |        |  |
|  | 6                | Castelló          | Castelló          | 67                | 80               | 71               | 66               |  |  |            |            |            |            |            |            |            |    |    | Melilla | Melilla | 76     | 74     | 78     | 86     | 67     |  |
|  | 3                | Manresa           | 70                | 74                | 72               | 85               | 71               |  |  |            |            | Manresa    | Manresa    | 83         | 76         | 74         | 74 | 97 |         |         |        |        |        |        |        |  |
|  | 8                | Coruña            | 59                | 80                | 75               | 80               | 68               |  |  | Manresa    | Manresa    | Manresa    | Manresa    | 86         | 82         | 83         |    |    |         |         |        |        |        |        |        |  |
|  | 4                | Oviedo            | 64                | 91                | 60               | 81               | 54               |  |  | Palencia   | Palencia   | Palencia   | Palencia   | 85         | 80         | 76         |    |    |         |         |        |        |        |        |        |  |
|  | 7                | Palencia          | 58                | 76                | 64               | 91               | 66               |  |  |            |            |            |            |            |            |            |    |    |         |         |        |        |        |        |        |  |

## Verdetti
- Promozioni in Liga ACB: Cafés Candelas Breogán e ICL Manresa
- Retrocessioni in LEB Plata: Sammic Hostelería e Club Baloncesto Clavijo